# Зайцев, Сергей Илларионович
Серге́й Илларио́нович За́йцев (укр. Сергій Ларіонович Зайцев; 13 апреля 1973, Запорожье, Украинская ССР, СССР) — украинский футболист и тренер категории УЕФА Pro-License. Выступал на позиции защитника.

## Игровая карьера
Воспитанник футбольной школы запорожского «Металлурга». Первый тренер — Владимир Кочегаров. В составе «Металлурга» под руководством Владимира Кочегарова и Григория Вуля становился чемпионом (1990) и серебряным призёром (1991) первенства СССР среди юношей.
В 1991 году Владимир Николаевич Светличный пригласил Зайцева в запорожское «Торпедо», где он играл под руководством Евгения Лемешко. В высшей лиге дебютировал 19 апреля 1992 года в игре против одесского «Черноморца», выйдя на 75-й минуте на замену вместо Андрея Никифорова. Затем несколько лет играл в соседнем «Металлурге», пока Лемешко не забрал его к себе в харьковский «Металлист». Далее играл в чемпионатах России, Польши, Словакии и Казахстана.

## Тренерская карьера
Играя в Казахстане, был играющим тренером — помощником Вячеслава Еремеева в «Атырау». После возвращения на Украину помогал Игорю Химичу в команде «Рось» (Белая Церковь).
В августе 2010 года вошёл в тренерский штаб запорожского «Металлурга». В июне 2011 года в ранге исполняющего обязанности главного тренера возглавил «казаков». Вывел команду в Премьер-лигу, но после окончания сезона руководители «Металлурга» с ним контракт не продлили. В 2012 году был старшим тренером молодёжного состава «Металлурга». С января по май 2013 года — главный тренер «казаков» в Премьер-лиге. 2015 год — главный тренер футбольного клуба «Заря» (Бельцы), выступающего за Национальную Дивизию Молдовы. С июля по ноябрь 2016 года — исполняющий обязанности главного тренера ФК «Карпаты», после чего продолжил работу в клубе в качестве спортивного директора. В сентябре 2017 года после отставки Серхио Наварро вновь назначен на должность главного тренера «Карпат».
25 июля 2018 года стал главным тренером казахстанского клуба «Акжайык», заменив другого украинского специалиста Владимира Мазяра. Проработав до декабря того же года, тоже не оправдал надежд на спасение. Под его руководством команда провела 13 матчей, одержала одну победу (1:0 в Алма-Ате над «Кайратом»), сыграла 4 ничьих и потерпела 8 поражений и по итогам года вылетела из Премьер-лиги Казахстана, заняв последнее место.
Но в итоге стороны решили продолжить сотрудничество и в январе 2019 года с Зайцевым был подписан новый контракт.

## Образование
Львовский государственный институт физической культуры (1992—1997)